# Episodi di Balko (settima stagione)
La settima stagione della serie televisiva Balko è stata trasmessa in anteprima in Germania dalla RTL Television tra il 19 febbraio 2004 e il 17 novembre 2005.
| nº | Titolo originale            | Titolo italiano | Prima TV Germania | Prima TV Italia |
| -- | --------------------------- | --------------- | ----------------- | --------------- |
| 1  | Keine Chance für Balko      |                 | 19 febbraio 2004  |                 |
| 2  | Giftzwerge                  |                 | 26 febbraio 2004  |                 |
| 3  | Rosen pflastern seinen Weg  |                 | 4 marzo 2004      |                 |
| 4  | Ein eiskalter Plan          |                 | 18 marzo 2004     |                 |
| 5  | Der Schatz von Wambel       |                 | 25 marzo 2004     |                 |
| 6  | Muttermord am Vatertag      |                 | 1º aprile 2004    |                 |
| 7  | Totalschaden                |                 | 15 settembre 2005 |                 |
| 8  | Rache ohne Risiko           |                 | 22 settembre 2005 |                 |
| 9  | Auf den Hund gekommen       |                 | 29 settembre 2005 |                 |
| 10 | Saustopper                  |                 | 6 ottobre 2005    |                 |
| 11 | Verwandte und andere Feinde |                 | 13 ottobre 2005   |                 |
| 12 | Mittwochs Geheimnis         |                 | 20 ottobre 2005   |                 |
| 13 | A40                         |                 | 27 ottobre 2005   |                 |
| 14 | Schmutzige Geschäfte        |                 | 3 novembre 2005   |                 |
| 15 | Der Verrat                  |                 | 10 novembre 2005  |                 |
| 16 | Die Nervensäge              |                 | 17 novembre 2005  |                 |